# Station Adamstown
Station Adamstown  is een spoorwegstation in Adamstown in het  Ierse graafschap Dublin.  Het station ligt aan de  lijn Dublin - Cork en wordt bediend door de forenzentreinen tussen Dublin en Kildare. In de ochtendspits rijdt er vrijwel iedere tien minuten een trein richting Dublin, in de avondspits iedere tien minuten een trein uit Dublin. Buiten de spits rijdt er een trein per uur in beide richtingen. 